# Wohnrechtliche Blätter
Die Wohnrechtlichen Blätter sind eine juristische Fachzeitschrift, die im Verlag Österreich erscheint. Sie werden von Fachleuten aus Wissenschaft und Praxis herausgegeben und bieten Informationen zu allen Fragen des österreichischen Wohnrechts.
In der juristischen Fachliteratur wird die Zeitschrift mit dem Kürzel „wobl“ zitiert.

## Aufbau
Der Aufsatzteil stellt Lösungshilfen zu Fragen der Praxis bereit. Die Entscheidungen werden mit Angaben zum entscheidungsrelevanten Sachverhalt auf die Bedürfnisse der Praktiker ausgerichtet. In zahlreichen Glossen analysieren Experten die Bedeutung der Judikate für die mit Wohnrechtsfragen befassten Rechtsanwender. Die Rubrik „Gesetze, Verordnungen, Kundmachungen“ informiert über die aktuellen Änderungen der Rechtslage.

## Herausgeber
Schriftleiter sind Andreas Vonkilch, Universität Wien, und Olaf Riss, Universität Linz, Herausgeber neben diesen Ludwig Bittner, Attila Fenyves, Till Hausmann, Elisabeth Lovrek, Paul Oberhammer, Theodor Österreicher, Raimund Pittl, Renate Pletzer, Martin Schauer und Helmut Würth.

## Erscheinungszyklus
Die Zeitschrift wurde 1988 gegründet. Um den Bedürfnissen der Praxis nach möglichst aktueller Information gerecht zu werden, erscheinen die Wohnrechtlichen Blätter monatlich, inklusive einer Doppelnummer und erweitertem Jahresumfang.